# NGC 5152
NGC 5152 é uma galáxia espiral barrada (SBb) localizada na direcção da constelação de Hydra. Possui uma declinação de -29° 37' 09" e uma ascensão recta de 13 horas, 27 minutos e 51,5 segundos.
A galáxia NGC 5152 foi descoberta em 5 de Maio de 1834 por John Herschel.